# Renate Adolph
Renate Adolph (Kelet-Berlin, 1954. március 20. –) egykori német politikus, aki először a Német Szocialista Egységpárt, és a Demokratikus Szocializmus Pártjának, majd legutóbb a Baloldali Párt politikusa volt. 1976-ban lett a párt tagja, majd 2003-ban szerzett helyi képviselői tisztséget.

## Életrajza
1972-ben tett érettségi vizsgát, majd 1973 és 1977 között a lipcsei Karl Marx Egyetemen tanult. 1977 és 1990 között a kelet-berlini ADN-nél, a Berliner Zeitungnál és a Junge Welt kiadónál dolgozott mint szerkesztő. 1994-től 2004-ig egy reklámügynökséget vezetett.
2004-ben megválasztották Brandenburg képviselőtestületébe. 2009-ben lemondott a brandenburgi tartományi parlamentben betöltött képviselő tisztségéről, miután beismerte, hogy a keletnémet kommunista diktatúra idején együttműködött annak titkosszolgálatával. A Baloldal előírásaival ellentétben múltjának ezt a részét nem hozta nyilvánosságra.

## Fordítás
- Ez a szócikk részben vagy egészben  a   Renate Adolph című német Wikipédia-szócikk fordításán alapul.  Az eredeti cikk szerkesztőit annak laptörténete sorolja fel. Ez a jelzés csupán a megfogalmazás eredetét és a szerzői jogokat jelzi, nem szolgál a cikkben szereplő információk forrásmegjelöléseként.